# Comisión por omisión
La comisión por omisión o acción por omisión (doctrina francesa), también conocida como omisión impropia (doctrina alemana), se produce cuando es vulnerada una norma prohibitiva a través de la infracción de una norma de mandato o de un especial deber jurídico; puede decirse que el autor no hace lo que debe hacer y produce un resultado que no debe producir. Generalmente, las fuentes que obligan a la realización de un determinado comportamiento son la ley, el contrato, la actuación precedente o injerencia (cuando el omitente con una conducta anterior a crea un peligro abierto), la asunción de riesgos por cuestión de confianza y ciertos deberes éticos. De manera general la comisión por omisión es la abstención de un deber que es impuesto por la ley penal ( Ejemplo : El médico que tiene que salvar un paciente)

## Casos concretos
Esta variedad de omisión se encuentra recogida en diversos códigos penales del mundo. Por ejemplo, en el artículo 11 del Código penal español se dice que:

Los delitos que consistan en la producción de un resultado sólo se entenderán cometidos por omisión cuando la no evitación del mismo, al infringir un especial deber jurídico del autor, equivalga, según el sentido del texto de la Ley, a su causación. A tal efecto se equiparará la omisión a la acción: (a) cuando exista una específica obligación legal o contractual de actuar. (b) cuando el omiténte haya creado una ocasión de riesgo para el bien jurídicamente protegido mediante una acción u omisión precedente.

En el artículo 13 del alemán:

El que omita evitar un resultado previsto en el tipo de una ley penal, sólo será castigado por la ley si le corresponde jurídicamente garantizar la no producción del resultado y la omisión equivale a la realización del tipo legal mediante un hacer.

En el artículo 10 del portugués:
Cuando un tipo penal comprende un cierto resultado, 
Y en el 40, párrafo segundo, del italiano:

No impedir un evento, existiendo la obligación jurídica de impedirlo, equivale a ocasionarlo.